# Avanti (korfbal)
Avanti is een korfbalvereniging uit Pijnacker, die opgericht werd in 1962 na afsplitsing van DSVP waar het onderdeel van uitmaakte.

## Geschiedenis
Zaterdagavond 12 november 1921 vergaderde de Pijnackersche Korfbalclub en werd het volgende bestuur gekozen: J. Bellinga, voorzitter; M. van Baarle (Stationsstraat 252), secretaris; W. J. van der Horst, penningmeester en mej. C. de Bruin, als vertegenwoordigster van de dames. De vereniging zal spelen onder de naam "Hedmmi" (Houd er de moed maar in) in groen-witte kleuren en brengt een eerste en tweede twaalftal in het veld. [Delftsche Courant 17 november 1921, blz. 3]   Meer informatie over Hedmmi is niet bekend.
Op 19 september 1947 werd korfbalvereniging TOG (Tot Ons Genoegen) opgericht. In 1950 werd TOG alweer opgeheven, maar de korfbalsport werd voortgezet als onderafdeling van DSVP. Op 1 januari 1962 eindigde de samenwerking tussen de voetballers en de korfballers en werd korfbalvereniging DSVP opgericht.
Het feit dat er én een voetbalvereniging én een korfbalvereniging was met de naam DSVP, gaf veel verwarring, zodat eind 1963 door het bestuur aan de ledenvergadering werd voorgesteld om een nieuwe naam te kiezen.
Het bestuur kwam met een voorstel en in de notulen van de bestuursvergadering van 9 december 1963 lezen we: "Na lang gepraat en veel gelach, komen we tot een naamsvoorstel en wel met de naam 'AntiLopen' . Deze naam werd door Jan Bloemendaal verzonnen en zal op de ledenvergadering naar voren gebracht worden".
Op donderdag 2 januarî 1964 was de Jaarvergadering. Aanwezig 48 leden waarvan 28 stemgerechtigd (was toen: 16 jaar en ouder). In de notulen lezen we: "De heer A. Lalleman (Arie) vond de naamsverandering niet nodig. Hierna wordt gestemd. Er zijn 27 stemmen voor en één tegen. Hierna kreeg men gelegenheid een naam voor te stellen, terwijl het bestuur c.k.v. Antilopen voorstelde. Een serie namen stroomde binnen. De.naam van het bestuur werd in stemming gebracht en verworpen met 17 stemmen tegen 11. Er werd nu eerst overgegaan tot de pauze. 
Na de pauze stelt het bestuur voor, uit de volgende namen er één te stemmen en wel uit: Campong, Trekvogels en Avanti. M. Beukerna zegt dat er al een vereniging is die Trekvogels heet. M. Bloemendaal stelt voor Antilopen weer in stemming te brengen. De heer K.G. Lub stelt voor deze op stal te laten staan. Er wordt herstemd en nu komt de naam c.k.v. Avanti met 22 stemmen voor, uit de bus. Dit betekent Voorwaarts en is door de heer F.K.P. Lub voorgesteld."
In 2012, het jaar van het 50-jarig bestaan, promoveerde Avanti op het veld voor het eerst naar de Hoofdklasse. Drie jaar later ook in de zaal met in 2017 promotie naar de Korfbal League na winst in de Play Down wedstrijden tegen DSC.

## Competitie
In seizoen 2023/2024 komt Avanti uit in Korfbal League 2 in de Zaal en in Ereklasse op het Veld.
| Seizoen   | Veld/Zaal | Competitie        | Trainer/Coach                                        | Kampioen   | Avanti | Bijzonderheden |
| --------- | --------- | ----------------- | ---------------------------------------------------- | ---------- | ------ | --- |
| 2023/2024 | Zaal      | Korfbal League 2  | Henk-Jan Post / Peter van Duijn / Mena Kuhuwael      |            |        | |
| 2023/2024 | Veld      | Ereklasse         | ""                                                   |            |        | |
| 2022/2023 | Zaal      | Hoofdklasse B     | Henk-Jan Post en Mena Kuhuwael                       | Avanti     |        | Promotie naar Korfbal League 2 |
| 2022/2023 | Veld      | Hoofdkasse B      | ""                                                   |            |        | |
| 2021/2022 | Zaal      | Hoofdklasse       | Tom Kalkman en Henk-Jan Post                         |            | 2e     | Avanti wordt 2e in een verkleinde Hoofdklasse met 4 teams. DSC wordt eerste en DeetosSnel en Pernix 3e en 4e. Voor promotie wordt gespeeld tegen TOP(A) en Tempo. Deze wedstrijden worden verloren waardoor Avanti volgend seizoen in de Hoofklasse uitkomt. Door het toevoegen van een extra klasse tussen de KL en de Hoofdklasse zakt Avanti dus naar het 3e niveau. |
| 2021/2022 | Veld      | Hoofdklasse B     | Tom Kalkman en Henk-Jan Post                         | DSC        | 4e     | KV Groen Geel en Dalto worden resp. 2e en 3e |
| 2020/2021 | Zaal      | Hoofdklasse A     | Tom Kalkman en Henk-Jan Post                         |            | nvt    | Geen wedstrijden gespeeld in verband met de Corona maatregelen. |
| 2020/2021 | Veld      | Hoofdklasse B     | ""                                                   |            | nvt    | Er worden slechts 6 wedstrijden gespeeld. Avanti heeft het minste verliespunten en staat dus virtueel aan kop. |
| 2019/2020 | Zaal      | Hoofdklasse A     | Marrien Ekelmans en Niels vd Steuijt                 |            | 7e     | Avanti degradeert in eerste instantie naar de Overgangsklasse. Op 22 april 2020 maakt KNKV echter bekend dat Avanti zich toch handhaaft. Omdat door de Coranamaatregelen de KorfbalLeague niet uitgespeeld is wordt deze volgend jaar uitgebreid tot 11 teams en promoveren KCC en Dalto naar de Korfbal League.                                                        |
| 2019/2020 | Veld      | Hoofdklasse B     | ""                                                   |            |        | In verband met de coronamaatregelen wordt de tweede helft van de competitie niet meer gespeeld en wordt als niet gespeeld beschouwd. |
| 2018/2019 | Veld      | Hoofdklasse B     | ""                                                   | TOP (A)    | 3e     | |
| 2018/2019 | Zaal      | Hoofdklasse A     | ""                                                   | Tempo      | 6e     | Tempo en Groen Geel winnen de kruisfinales en spelen de Hoofdklassefinale. |
| 2017/2018 | Zaal      | Korfbal League    | Erwin vd Putten en Auke van Gemert                   | TOP        | 10e    | Avanti eindigt als laatste met 0 punten. |
| 2017/2018 | Veld      | Hoofdklasse A     | ""                                                   | Tempo      | 3e     | De laatste thuiswedstrijd tegen Tempo werd verloren waardoor Tempo kampioen werd. |
| 2016/2017 | Zaal      | Hoofdklasse B     | Erwin vd Putten                                      | KCC        | 2e     | Promotie naar Korfbal League na winst in kruisfinales op NIC. Verlies in de HoofdklasseFinale tegen KCC en winst in Play Down tegen DSC. |
| 2016/2017 | Veld      | Hoofdklasse B     | ""                                                   | DSC        | 2e     | |
| 2015/2016 | Zaal      | Hoofdklasse A     | ""                                                   | TOP (A)    | 4e     | Avanti voor het eerst in de Zaal Hoofdklasse |
| 2015/2016 | Veld      | Hoofdklasse B     | ""                                                   | TOP (A)    | 2e     | 2e plaats op doelsaldo |
| 2014/2015 | Zaal      | Overgangsklasse D | Jan Tromp                                            | Avanti     | 1e     | Avanti promoveert voor het eerst in het bestaan naar de Hoofdklasse in de Zaal. Ongeslagen met 27 punten uit 14 wedstrijden. |
| 2014/2015 | Veld      | Hoofdklasse A     | Jan Tromp, tweede helft veldcompetitie Mena Kuhuwael | Oranje Wit | 4e     | |